# Uredinella
Uredinella är ett släkte av svampar. Uredinella ingår i familjen Septobasidiaceae, ordningen Septobasidiales, klassen Pucciniomycetes, divisionen basidiesvampar och riket svampar.
|            | Ordonia                                                                           |
|            |                                                                                   |
|            | Septobasidium                                                                     |
|            |                                                                                   |
|            | Glenospora                                                                        |
|            |                                                                                   |
|            | Aphelariopsis                                                                     |
|            |                                                                                   |
| Uredinella | \| \| Uredinella coccidiophaga \| \| \| \| \| \| Uredinella spinulosa \| \| \| \| |
|            | \| \| Uredinella coccidiophaga \| \| \| \| \| \| Uredinella spinulosa \| \| \| \| |
|            | Coccidiodictyon                                                                   |
|            |                                                                                   |
|            | Johncouchia                                                                       |
|            |                                                                                   |
|            | Auriculoscypha                                                                    |
|            |                                                                                   |
|            | Uredinella coccidiophaga                                                          |
|            |                                                                                   |
|            | Uredinella spinulosa                                                              |
|            |                                                                                   |

|  | Uredinella coccidiophaga |
|  |                          |
|  | Uredinella spinulosa     |
|  |                          |